# Sędziszów (gmina)
Sędziszów est une gmina mixte du powiat de Jędrzejów, Sainte-Croix, dans le centre-sud de la Pologne. Son siège est la ville de Sędziszów, qui se situe environ 18 km à l'ouest de Jędrzejów et 52 km au sud-ouest de la capitale régionale Kielce.
La gmina couvre une superficie de 145,71 km2 pour une population de 13 116 habitants.

## Géographie
Outre la ville de Sędziszów, la gmina inclut les villages d'Aleksandrów, Białowieża, Boleścice, Borszowice, Bugaj, Czekaj, Czepiec, Gniewięcin, Grązów, Jeżów, Klimontów, Klimontówek, Krzcięcice, Krzelów, Łowinia, Marianów, Mierzyn, Mstyczów, Pawłowice, Pawłowice-Zagaje, Piła, Piołunka, Podsadek, Przełaj, Przełaj Czepiecki, Słaboszowice, Sosnowiec, Swaryszów, Szałas, Tarnawa, Wojciechowice, Wydanka et Zielonki.
La gmina borde les gminy de Jędrzejów, Kozłów, Nagłowice, Słupia, Wodzisław et Żarnowiec.